# 細山貴嶺
細山 貴嶺（ほそやま たかね、1994年12月22日 - ）は、日本の元タレント。CFA協会認定証券アナリスト。東京都出身。

## 来歴
2歳からタレント活動を開始。ホリプロに所属し、テレビ番組「おはスタ」の「おはキッズ」などとして活躍していた。
カナディアンインターナショナルスクール、
広尾学園中学校・高等学校、慶應義塾大学法学部政治学科卒業。
- 生後2週間の頃から、紙おむつの広告などに「赤ちゃんモデル」として登場。
- 2001年：「とんねるずのみなさんのおかげでした」（フジテレビ）でデビュー。
- 2004年：テレビドラマ「ワンダフルライフ」に出演し、俳優デビュー。
- 2005年：秋、映画「ハリー・ポッターと炎のゴブレット」の監督、マイク・ニューウェルに自己を売り込み次回作への出演の約束を取り付けた。
- 2006年：バラエティ番組では日本テレビ「世界一受けたい授業」や「サルヂエ」などにレギュラー出演。
- 2006年10月：映画「デコトラの鷲4」クランクアップ。2007年公開。
- 2007年：広尾学園のインターナショナルコースの1期生として入学[2]。
- 2008年：TBS系列「ピン子の時間」のダイエット企画で107kgから89kgへ、更に58kgにまで減量に成功した（後述）。
- 2010年：高校1年生の夏休みに約30kgの減量に成功した[2]。
- 2011年：高校2年生の頃、生徒会長になり活動に打ち込む[2]。
- 2013年4月：大学に入学[2]。
- 2015年9月：カリフォルニア大学サンディエゴ校に1年間交換留学。専攻は心理学。
- 2017年3月：同年3月23日の大学卒業と同時に芸能界を引退する事をブログで公表した[2]。
- 2017年4月：外資系金融機関のゴールドマン・サックスに新卒で就職[2][5]。その後、資産運用会社へ転職しCFAを取得後、退職し、動物愛護団体に理事として参画。
- 2023年1月：京都大学イノベーションキャピタル株式会社にEIR（客員起業家）として入社。
- 2024年1月：株式会社VetsBrainに入社。

## 人物
- 身長173cm[1]。体重は2005年時に73kg、2006年時に80kgだった。一時期は100kgを超えたが、2009年8月には85kg、2015年10月には58kgにまで減った。
- 特技は英会話で、英検1級を持っている。これは、インターナショナルスクールに通学していたためである。しかし、小学生時代に杉田かおるより英語力については今は表に出さず、二の矢三の矢として持っておくべきとアドバイスされ、それを忠実に守ったという[5]。
- 実母も芸能活動の経験がある。

### エピソード
- 以前の太っていた原点は、インターナショナルスクール時代にあったという。本人はこれに関して「外国人（特にアメリカ系）生徒が多い環境ゆえ学内の給食、生徒・教員仲間と食事がらみの付き合いで高カロリー・高脂肪の食習慣がフツーになっちゃって…」と語った。
- インターナショナルスクール時代から中学生時代まで、太っていることが原因でいじめに遭い[6][7]、自殺未遂まで経験したことを『爆報! THE フライデー』（TBS系）で打ち明けたことがある。
  - 中学から入学したインターナショナルスクールでは、複数の先生が双方の意見をじっくり聞いて内容を理解。いじめられて傷ついている側を絶対に守りつつも、強い信念で取り組んでくれた。しっかりサポートがあったので高校卒業まで通えたと明かしている[2]。
- 2022年10月の時点でテレビ出演は引退以来全くない状況だったが「もう芸能界のお仕事をしない、という気持ちではなくて、もし経済や金融のコメンテーターなどとして需要があるなら使ってもらえたらおもしろいかな。」と答えていた[8]。2023年6月5日放送の激レアさんを連れてきた。（テレビ朝日）にゲスト出演し、子役時代のエピソードや近況を報告した[5]。

## 主な出演作品

### テレビドラマ
- ワンダフルライフ（2004年、フジテレビ） - 黒羽拓真 役
- 東京タワー 〜オカンとボクと、時々、オトン〜（2006年、フジテレビ） - 杉本春男（バカボン、少年時代） 役
- 有閑倶楽部 第9話（2007年、日本テレビ） - 飛良泉龍一郎 役
- ケータイ捜査官7（2008年10月29日、テレビ東京） - Lサイズ 役

### 映画
- ファンタスティポ（2005年）
- デコトラの鷲4（2007年）

### バラエティ番組
- いないいないばあっ!（1997年頃、NHK教育） - 子役の赤ちゃん 役
- ドレミノテレビ（2003年、NHK教育テレビジョン）
- おはスタ（2003年、テレビ東京）
- ギャグコロスタジオ（2004年、テレビ東京）
- 考えるヒト（2004年 - 2005年、フジテレビ）
- ラジかる!!（2005年、日本テレビ）
- 世界一受けたい授業（日本テレビ）
- サルヂエ（日本テレビ）
- 元祖!でぶや（2007年、テレビ東京）
- 激レアさんを連れてきた。(2023年6月5日、テレビ朝日）[5][9]
- 鶴瓶孝太郎 転職したら人生〇〇だった件（2024年10月5日、テレビ朝日）[10]

他

### CM
- ミツカン納豆「金のつぶ」（2002年）
- アミノサプリ（2002年）
- au（2005年）

## 著書
- デブ、死ね、臭い!を乗り越えて（2012年、マガジンハウスより）